# Vrtačič
Vrtačič je priimek več znanih Slovencev:
- Eva Vrtačič, kulturologinja
- Jože Vrtačič (*1980), atlet
- Katka Vrtačič (Katka Zupančič)
- Ludvik Vrtačič (*1933), filozof, ekonomist, politolog, publicist